# Jana Julie Schölermann
Jana Julie Schölermann (fino al matrimonio: Jana Julie Kilka; Monaco di Baviera, 16 maggio 1987) è un'attrice e doppiatrice tedesca.

## Biografia
In attività sin da bambina, tra i suoi ruoli principali figurano quello della piccola Marina nella serie Happy Holiday (1993) quello di Jessica Stiehl nella soap opera di ARD 1 Verbotene Liebe. Come doppiatrice, ha prestato sinora la voce ad attrici quali Rachel Appleton, Mischa Barton, Linda Blair, Miranda Cosgrove, Megan Fox, Rachel Hurd-Wood, Nikki Sanderson, Megumi Toyoguchi, Evan Rachel Wood, ecc. In alcune produzioni (come, ad esempio, in Verbotene Liebe), è apparsa con il nome completo, Jana Julie Kilka; in altre, semplicemente come Jana Kilka.

### Vita privata
Nel settembre 2019 sposa il collega Thore Schölermann, conosciuto sul set della soap opera Verbotene Liebe.

## Filmografia

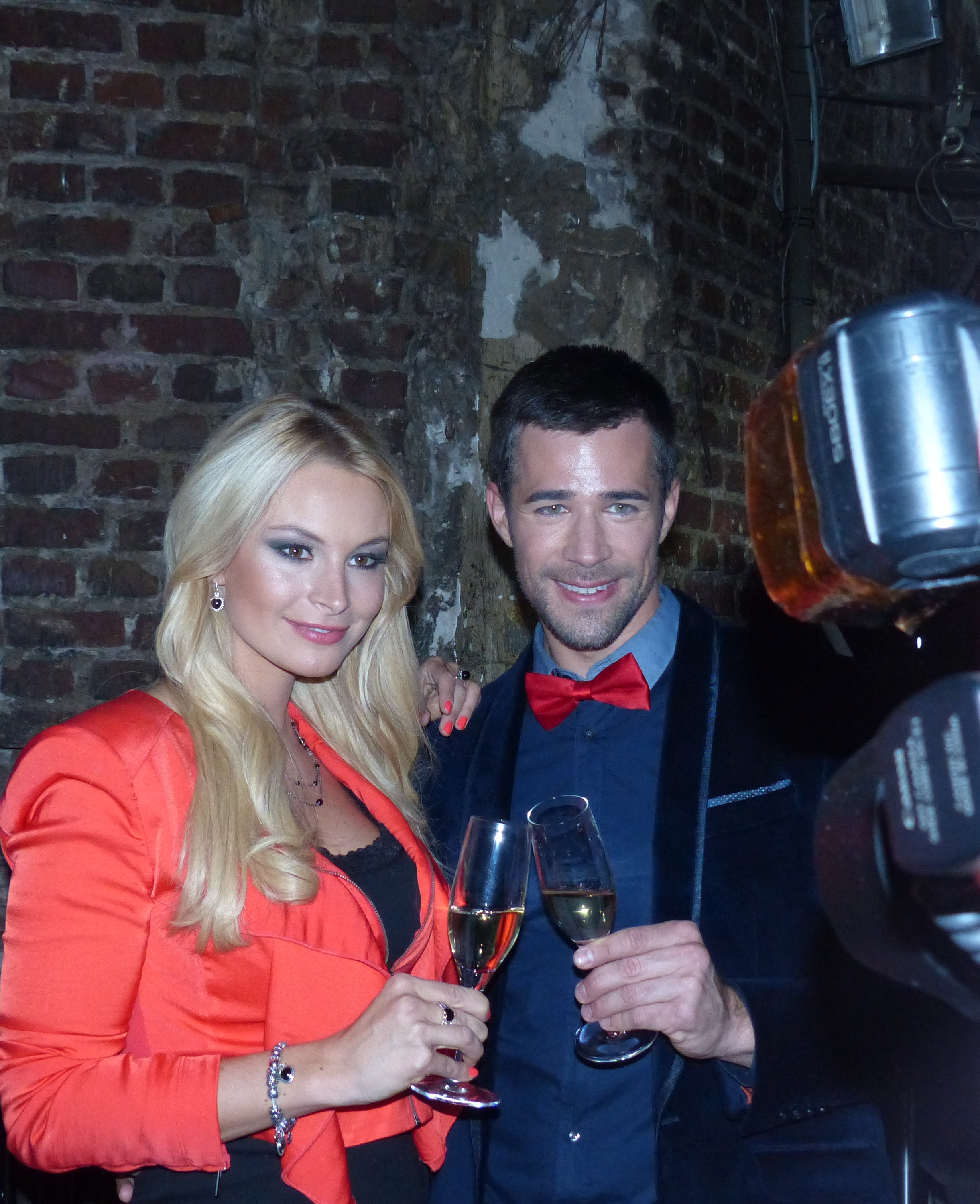
Jana Kilka assieme a Jo Weil, altro interprete della soap opera Verbotene Liebe

### Cinema
- Dizzy, lieber Dizzy (cortometraggio, 1997; ruolo: Marietta)
- Haltet sie auf! (1999)
- Pornorama (2007)

### Televisione
- Happy Holiday - serie TV (1993)
- Dr. Stefan Frank - serie TV (1995)
- Solange es die Liebe gibt - serie TV (1996)
- L'ispettore Derrick (Derrick) - serie TV, 1 episodio (1997)
- Aktenzeichen XY ungelöst - serie TV, 1 episodio (2000)
- Der Nebelmörder - Schatten über der Stadt (2000)
- Rosamunde Pilcher - Zerrissene Herzen - film TV (2000)
- Böse Mädchen - serie TV, 7 episodi (2007-2010)
- Verbotene Liebe - soap opera, 672 episodi (2010-2014)
- Europa-Park - serie TV (2014)
- Squadra Speciale Colonia - serie TV, 1 episodio (2015)
- Die Hochzeitsverplaner - film TV (2018)
- SOKO Wismar - serie TV, episodio 15x18 (2018)
- Krankenschwestern - serie TV (2020-...)

## Doppiaggi (lista parziale)
- Mischa Barton in The Sixth Sense (1999; voce: Kyra Collins)
- Rachel Appleton in Lara Croft: Tomb Raider (2001; voce: Lara Croft da ragazza)
- Megan Fox in Bekenntnisse einer Highschool-Diva (2004; voce: Carla Santini)
- Mayko Nguyen in Vado, vedo... vengo! - Un viaggio tutto curve (2004; voce: Jill)
- Rachel Hurd-Wood in Der Fluch der Betsy Bell (2005; voce: Betsy Bell)
- Dajana Cahill in Meine peinlichen Eltern (2006; voce: Layla Fry)
- Rachel Hurd-Wood in Das Parfum - Die Geschichte eines Mörders (2006; voce: Laura Richis)
- Jessica Lucas in Der Pakt - The Covenant  (2006; voce: Kate Tunney)
- Brittany Robertson Jesse Stone: Knallhart (2006; voce: Michelle Genest)
- Candace Bailey  in Jericho - Der Anschlag (2006-2008; voce: Skylar Stevens)
- Megumi Toyoguchi in Pokémon 10 – Der Aufstieg von Darkrai (2007, voce: Lucia)
- Miriam McDonald in Devil's Diary: Schreib hinein, es wird so sein (2007; voce: Heather Gray)
- Tegan Moss in White Noise - Fürchte das Licht (2007; voce: Liz)
- Saige Thompson in Samurai Girl (2008; voce: Cheryl)
- Megumi Toyoguchi in Pokémon 11 – Giratina und der Himmelsritter (2008; voce: Lucia)
- Megumi Toyoguchi in Pokémon 12 – Arceus und das Juwel des Lebens (2009; voce: Lucia)
- Anna Maria Perez de Tagle in Camp Rock (2008; voce: Ella)
- Nikki Sanderson in Boogeyman 3 (2008; voce: Audrey Allen)
- Martha MacIsaac in The Last House on the Left (2009; voce: Paige)
- Anna Maria Perez de Tagle in Camp Rock 2  (2010; voce: Ella)
- voce originale di Yū Kobayashi nel manga Dance in the Vampire Bund (2010; voce: Mei Len)